# Bundesverband Sekretariat und Büromanagement
Der Bundesverband Sekretariat und Büromanagement e. V. (bSb) ist ein deutscher Berufsverband für Office-Administration mit Sitz in Berlin. Er hatte im Jahr 2017 nach eigenen Angaben etwa 1.000 Mitglieder. Der bSb gibt alle drei Monate die Fachzeitschrift tempra365 mit einer Auflage von 6000 Exemplaren heraus.

## Geschichte
Der Bund Deutscher Sekretärinnen (BDS; gegründet 1966) aus München und der Deutsche Sekretärinnen-Verband (DSV; gegründet 1956) aus Mannheim sind am 1. Januar 1997 zum Bundesverband Sekretariat und Büromanagement mit Sitz in Berlin und mit Sitz der Bundesgeschäftsstelle ist Bremen verschmolzen. Es gibt einen ehrenamtlichen, gewählten Vorstand und ernannte Mitglieder aus dem Bildungsbereich und Unternehmen, eine Bundesgeschäftsstelle mit Sitz in Bremen sowie bundesweit 10 Regionalgruppen.

## Ziele
Ziel ist es, als neutraler und unabhängiger Berufsverband die wirtschaftliche, soziale und rechtliche Stellung der Beschäftigten im Sekretariat bzw. Büromanagement zu schützen, ihre Arbeit und Weiterbildung sowie den Erfahrungsaustausch zu unterstützen und ihre Interessen zu vertreten. Der Satzungszweck wird verwirklicht durch:
- Beratung der Mitglieder in berufsrelevanten Angelegenheiten
- Vertretung der gemeinsamen Belange der Mitglieder gegenüber Organisationen, Verwaltungen, Industrie und Wirtschaft im nationalen und internationalen Bereich
- Erarbeitung von Stoffplänen und Prüfungsordnungen für Aus- und Fortbildungslehrgänge im Bereich Sekretariat und Büromanagement, die an vom bSb anerkannten Bildungseinrichtungen durchgeführt werden und die Ausstellung der Zeugnisse und Diplome durch den bSb
- Durchführung von Kongressen und Veranstaltungen zur Qualifizierung von im Sekretariat und im Büromanagement tätigen Personen